# Glen (Missisipi)
Glen – miasto w Stanach Zjednoczonych, w stanie Missisipi, w hrabstwie Alcorn.